# 叶苞蒿
叶苞蒿（学名：Artemisia phyllobotrys）是菊科蒿属的植物，为中国的特有植物。分布于中国大陆的四川、青海等地，生长于海拔3,000米至3,900米的地区，一般生于草地、高山草原、灌丛和荒坡等地区，目前尚未由人工引种栽培。